# 60e division d'infanterie (Pologne)
La 60e division d'infanterie (en polonais 60 Dywizja Piechoty - 60DP) a été une unité d'infanterie de l'Armée polonaise créée pendant la Campagne de Pologne en 1939. Le commandant a été le colonel d'artillerie Adam Epler.  

## Création
La 60e division d'infanterie polonaise ne se trouvait pas dans l'ordre de bataille polonais au 1er septembre 1939. Elle a été créée dans la deuxième partie de septembre 1939, sur le territoire du IXe district militaire de Brest en tant que regroupement "Kobryń" à partir des unités de réserve de la 20e et de la 30e division d'infanterie. Les armes et les munitions de la nouvelle division ont été transportées par des autobus de Varsovie depuis les entrepôts du 2e Dépôt Central d'Armement (Centralna Składnica Uzbrojenia nr 2) à Stawy à côté de Dęblin. 
Cette unité d'infanterie rentrait dans le dispositif du "Groupe opérationnel indépendant de Polésie" sous le commandement du général Franciszek Kleeberg.

## Combats de la division
Le baptême du feu de la division a eu lieu le 14 septembre 1939 dans les environs de la route entre Kobryń et Brest contre des unités allemandes. Le 18 septembre, la division a défendu la ville de Kobryń avant de se replier vers le sud, à proximité de Dywin. Ensuite, elle s'est dirigée vers l'ouest avec d'autres unités polonaises du groupe "Polésie". 
Sur demande du général Kleeberg, la division "Kobryń" qui était positionnée vers Włodawa a reçu le nom de 60e division, le 28 septembre 1939. Elle a ensuite pris part à tous les combats du groupe "Polésie". Le 29 et le 30 septembre, elle a remporté des victoires contre les troupes soviétiques près de Jabłon et Milanów. Le 1er octobre 1939, la division a traversé la rivière Bystrzyca à Adamów et Gułów pour se rendre dans les bois au nord de Wola Gułowska. Avec la brigade de cavalerie "Edward", la 60e division a attaqué le 5 octobre le cimetière et le monastère de Wola Gułowska et Helenów.  
Pour son ultime combat, le 183e régiment d'infanterie de la 60e division d'infanterie participa avec la brigade de cavalerie "Edward" à un raid en profondeur derrière les lignes ennemis à travers les villes de Niedźwiedź, Budziska et Charlejów. Le jour suivant, la division a capitulé avec le reste du groupe "Polesie".  
En se rendant en captivité, le colonel Adam Epler a obtenu l'autorisation des allemands de garder son sabre.  

## Organisation

### Commandement
- Commandant de la division : colonel d'artillerie Adam Józef Aleksander Epler
- Chef d'état-major : Franciszek Ksawery Schoener
- Officier d'état-major : major Michał Leszczak
- Commandant de l'infanterie de division : lieutenant-colonel Tadeusz Śmigielski
- Commandant de l'artillerie divisionnaire : major Stanisław Olecho

### Composition
- 182e régiment d'infanterie : lieutenant-colonel Franciszek Mieczysław Targowski
- 183e régiment d'infanterie : lieutenant-colonel Władysław Seweryn
- 184e régiment d'infanterie : major Józef Edmund Żeleski
- Bataillon indépendant du 179e Régiment d'infanterie : major Michał Bartula
- Cinquième division du 20e Régiment d'artillerie légère : capitaine de réserve Ludwik Łoś (deux canons de 75 mm et deux obusiers de 100 mm)
- Cavalerie divisionnaire : lieutenant-colonel Anatol Dworenko-Dworkin
- Compagnie motorisée antichar : lieutenant Czesław Malinowski
- Compagnie de mitrailleuses n°91 : sous-lieutenant Józef Socha
- Compagnie des transmissions : lieutenant Zygmunt Sikora
- Peloton de gendarmerie n°91 : sous-lieutenant Maksymilian Muszyński